# Kúngovo
Kúngovo (en rus: Кунгово) és un poble de l'óblast de Pskov, a Rússia, segons el cens del 2010 tenia 10 habitants. Pertany al districte de Krasnogorodsk.